# Grynge

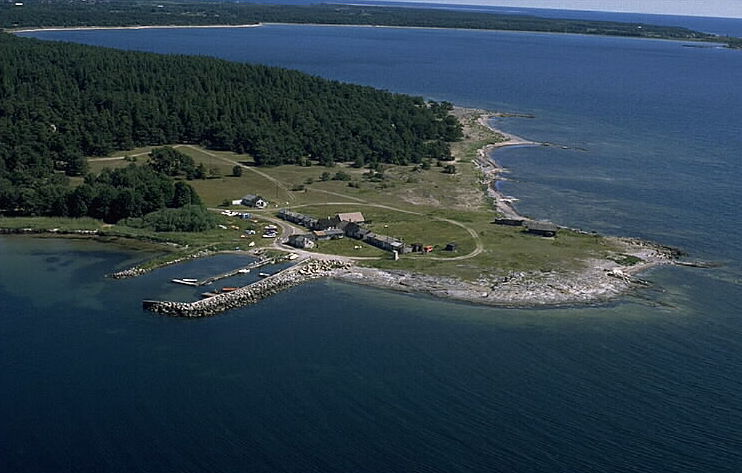
Grynge

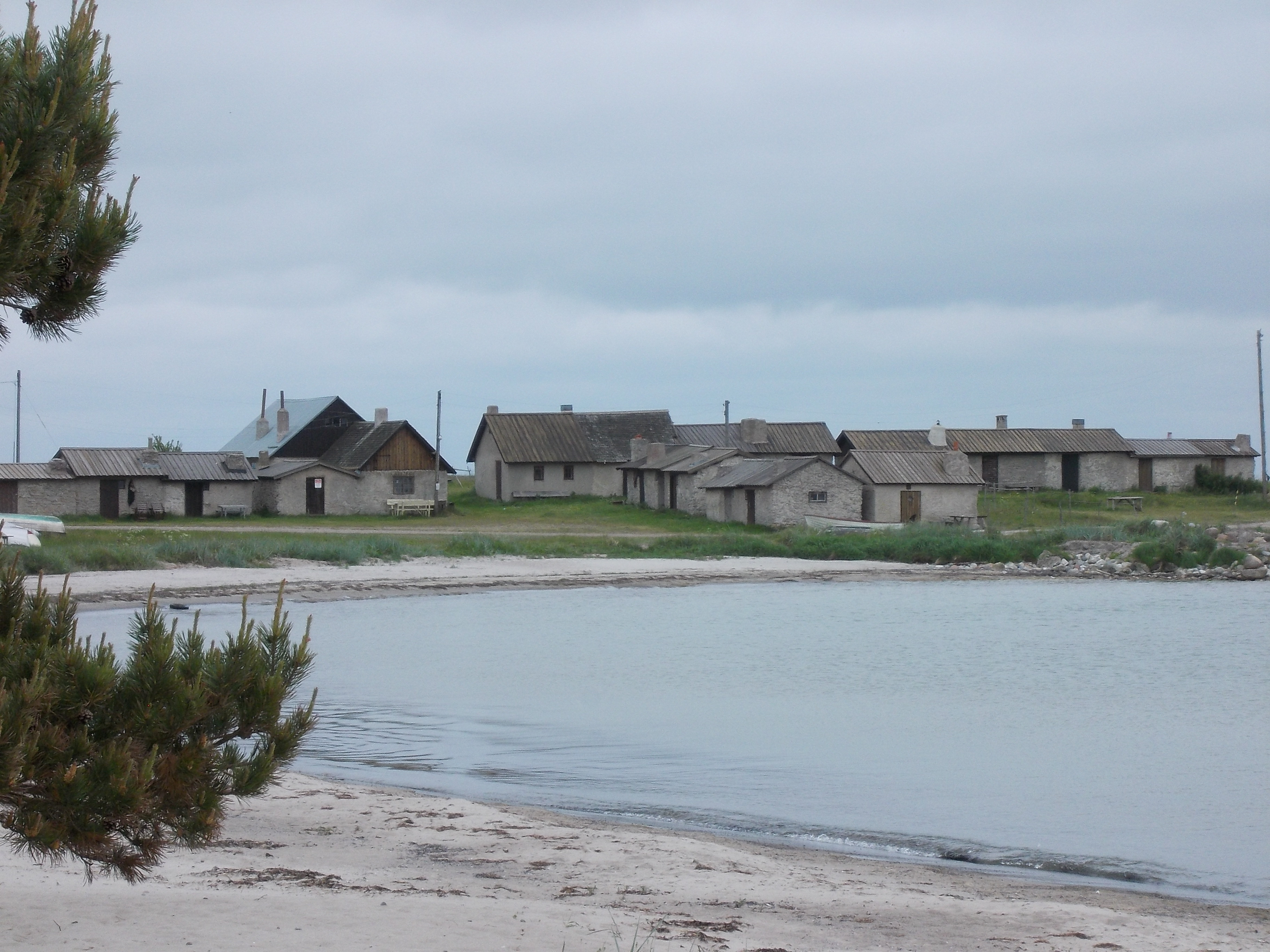
Grynge

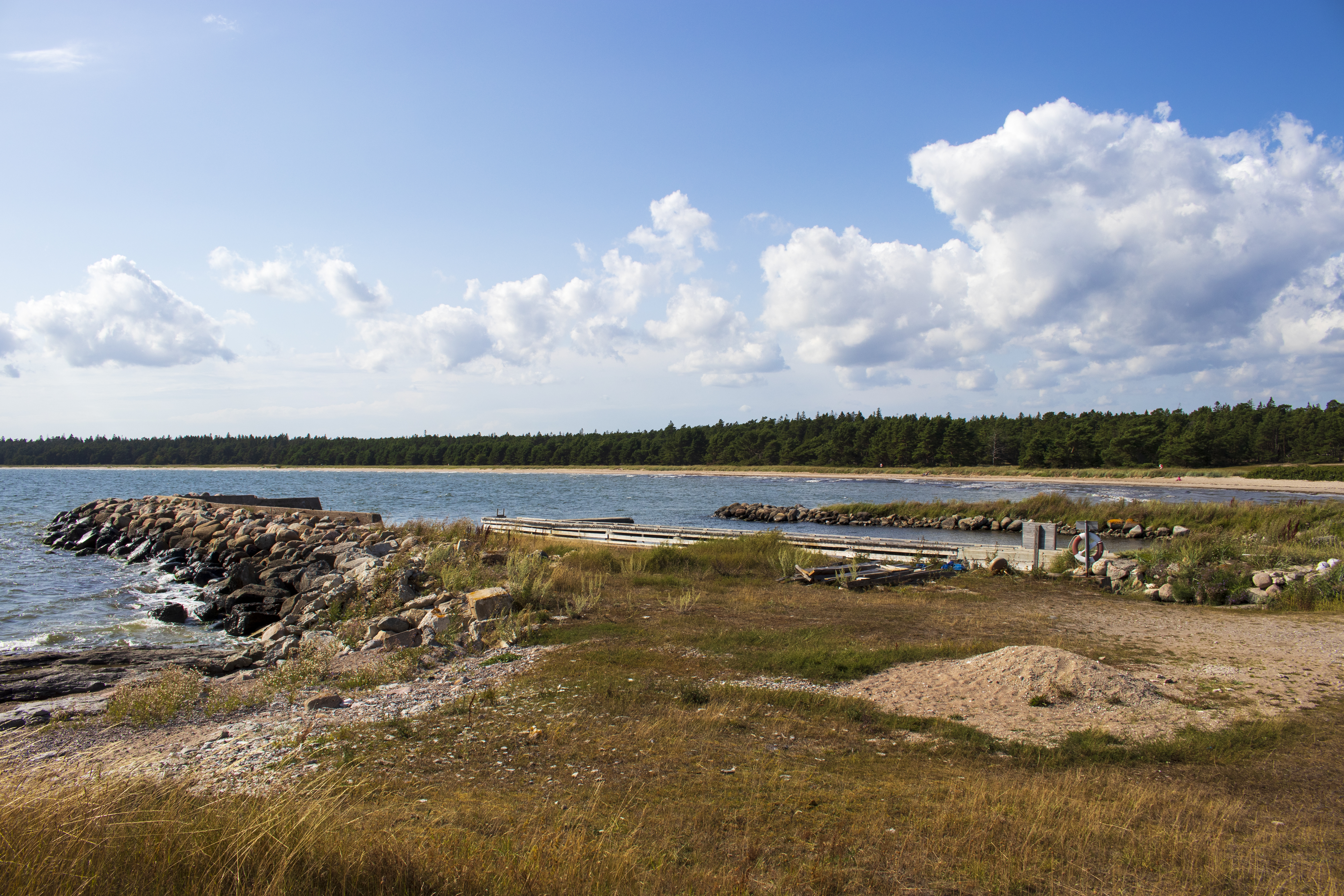
Grynge

Grynge ist eine Fischerstelle (schwedisch fiskeläge) auf der Halbinsel Gryngudd in Gammelgarn auf der schwedischen Insel Gotland. Sie gehört zu den elf als „eigenständiges Reichsinteresse“ klassifizierten Fischerstellen.
Die Fischerstelle besteht aus 21 Steinhütten in Gruppen. Sie stammen aus dem 18. und 19. Jahrhundert und variieren in Größe und Form, sind aber überwiegend für Ziegeldächer gebaut, obwohl keine der Hütten eines hat. Hinter und vor der Fischerstelle befinden sich die Netzgärten (schwedisch Gistgardi), in denen Fischernetze zum Trocknen aufgehängt wurden. In Grynge gibt es keinen Fischfang mehr, die Hütten fungieren als Ferienhäuser. Nördlich der Fischerstelle liegt die gleichnamige Ferienhaussiedlung.